# Gonzalo Galván Castillo
Gonzalo Galván Castillo (León, Guanajuato; 10 de enero de 1951-22 de noviembre de 2020) fue obispo católico de la diócesis de Autlán (2004 -2015).

## Biografía
Nació en la Ciudad de León, Guanajuato, el 10 de enero de 1951. Estudió en el Seminario Diocesano de León (1963-1977) y en la Pontificia Universidad Gregoriana. 

### Sacerdocio
Su ordenación sacerdotal fue el 17 de junio de 1977, en el templo Expiatorio de León, a manos del obispo Anselmo Zarza Bernal.
Desempeñó los siguientes cargos:
- Profesor del Seminario Diocesano (3 de septiembre de 1977).
- Sub asistente Diocesano Cursillos de Cristiandad (10 de abril de 1978).
- Estudiante en Roma, de Derecho Canónico (1980-1982).
- Promotor de Justicia y Defensor del Vínculo (4 de septiembre de 1982).
- Capellán Sanatorio Pablo Anda (4 de septiembre de 1982).
- Auxiliar Templo de la Tercera Orden (4 de septiembre de 1982).
- Asesor Cursillos de Cristiandad (18 de octubre de 1982).
- Oficial mayor de la Curia Diocesana (8 de febrero de 1985).
- ProVicario judicial (8 de junio de 1985).
- Delegado de Causa Canonización Mártires (20 de febrero de 1987).
- Vicario judicial (14 de julio de 1987).
- Auxiliar de Economía del Seminario Diocesano (3 de septiembre de 1987).
- Asistente eclesiástico J.C.F.M. (2 de septiembre de 1988).
- Adscrito a la Parroquia del Sagrario (25 de enero de 1989).
- Rector Templo Santo Domingo (6 de febrero de 1989).
- Pro vicario general (25 de octubre de 1991).
- Consejo Asuntos Económicos (5 de diciembre de 1995).
- Párroco de la Parroquia Divino Redentor (14 de septiembre de 1996).
- Vicario episcopal de la Zona Pastoral León (5 de febrero de 1998).
- Párroco de la Parroquia San Maximiliano Kolbe (5 de enero de 2001).

### Episcopado
El 26 de octubre de 2004, el papa Juan Pablo II lo nombró obispo de Autlán. Fue consagrado el 14 de diciembre de ese mismo año.
El 25 de junio de 2015, el papa Francisco aceptó su renuncia como obispo de Autlán, nombrando a un administrador apostólico al mismo tiempo.
Falleció el 22 de noviembre de 2020, en la ciudad de León.